# Eulithis flavobasata
Eulithis flavobasata là một loài bướm đêm trong họ Geometridae.